# Cepphis megamede
Cepphis megamede är en fjärilsart som beskrevs av Druce 1892. Cepphis megamede ingår i släktet Cepphis och familjen mätare. Inga underarter finns listade i Catalogue of Life.